# Le Dernier Atlas
Le Dernier Atlas est une série française de bande dessinée de science-fiction scénarisée par Fabien Vehlmann et Gwen de Bonneval, dessinée par Hervé Tanquerelle et avec Fred Blanchard au design. La série est publiée par Dupuis en un total de trois volumes sortis entre 2019 et 2021.

## Synopsis
Dans les années 1950 à 1960, le général de Gaulle développe une armée de robots atomiques afin de reconstruire la France après la seconde Guerre mondiale et conserver son emprise en Algérie française. Cependant, les machines sont démantelées dans les années 1970 à la suite d'un accident nucléaire à Batna dû à l'une de celles-ci,.
À notre époque, Ismaël Taïeb, lieutenant d'une organisation criminelle, est chargé par son patron, Le Goff, de récupérer une pile atomique, qu'Ismaël trouve dans le dernier Atlas, le George Sand, en cours de démantèlement dans un chantier naval de démolition de navires de Darukhana à Bombay en Inde. Parallèlement, une ex-reporter de guerre, Françoise Halfort, est confrontée à de mystérieux phénomènes dans le parc du Tassili annonçant une invasion extraterrestre,.

## Genèse
L'idée de la série vient à Fabien Vehlmann douze années avant sa réalisation, d'une « image séminale vue en 2003 » : 

« Pour stimuler mon imagination, je fais régulièrement des collages surréalistes. Je découpe alors dans Télérama la photo de l'arrière d'un bateau. J'y ajoute le titre « Les Géants du ciel », et l'interprète comme la tête d’un énorme robot, squattée par des familles. »

Pour le scénariste, « il y avait un potentiel narratif dans cette image, quelque chose d'assez mélancolique qui me plaisait ». Il cherche tout d'abord à développer le concept avec Juanjo Guarnido mais des divergences sur le scénario les amènent à cesser leur collaboration.
Le développement de la série commence en vue d'une publication en feuilleton lors de la création de la revue Professeur Cyclope, fondée par Vehlmann, Gwen de Bonneval et Hervé Tanquerelle qui rejoignent le projet du Dernier Atlas, assistés par les autres fondateurs, Brüno et Cyril Pedrosa, mais les auteurs ne parviennent pas à tenir le rythme de vingt pages par mois et la revue cesse de paraître fin 2015,,,. Après deux ans de pause, sur l'impulsion de Gwen de Bonneval, Vehlmann relance le projet et l'enrichit d'une réflexion sur la colonisation, inspirée du passé de son père comme pilote de chasse durant la guerre d'Algérie et trouvant une résonance familiale chez les autres auteurs,,,.
Fabien Velhmann est le scénariste principal de la série, composant en collaboration avec Gwen de Bonneval plusieurs versions de base du scénario dont le découpage est ensuite effectué par Hervé Tanquerelle puis supervisé par Fred Blanchard. Tanquerelle dessine à la plume et à l'encre de Chine puis reprend les planches à l'ordinateur. Enfin, Laurence Croix applique la couleur sur les planches.
Le Dernier Atlas est conçu dès le départ comme une trilogie dont chaque tome devrait compter environ 200 pages,. Les auteurs conçoivent des chapitres de vingt pages, de manière feuilletonnesque, dû au projet de publication dans Professeur Cyclope et afin « de donner un côté haletant à la narration ». Sur ce format, le premier tome est prépublié sous la forme de 10 fascicules en noir et blanc envoyés tous les mois en un millier d'exemplaires aux libraires entre juin 2018 et mars 2019 sur la proposition de l'éditeur Dupuis, puis sort sous format relié le 15 mars 2019,. Le second volume sort le 5 juin 2020, après deux mois de retard dus à la pandémie de Covid-19. Le troisième et dernier tome sort le 3 septembre 2021,.

## Thématiques et influences
Une partie de l'histoire se déroule à Nantes, ville dont les quatre auteurs sont originaires ou proches, en cela inspirés par les univers de science-fiction des Machines de l'île et de Royal de luxe, dont le Grand éléphant, et les œuvres de Jules Verne,, en plus de posséder avec Saint-Nazaire les chantiers navals nécessaires à l'action. Les scénaristes, Fabien Vehlmann et Gwen de Bonneval, tout en utilisant les codes du polar,, en citant l'influence des Soprano, et du thriller, imaginent un monde contemporain mêlant uchronie,,,,, et dystopie,, dans lequel le général de Gaulle aurait rebâti la France à l'aide de robots géants aux noms d'écrivains célèbres (le George Sand, l'Arthur Rimbaud, le Victor Hugo...) fonctionnants à l'énergie atomique tout en cherchant à maintenir l'Algérie française, qui fait plus tard face à une invasion extraterrestre. Cette dernière est pour les scénaristes « une bonne métaphore de la colonisation, alors que l'Atlas représente les ambitions de la France gaulliste ». Le personnage d'Ismaël Taïeb est inspiré du personnage principal du roman Moby Dick d'Herman Melville.
L'aspect uchronique de l'histoire, qui décale le début du conflit d'une quinzaine d'années, faisant démarrer le début de la guerre civile en 1968, parallèlement aux manifestations de Mai 68, et fait se terminer la guerre en 1976,, permet de souligner que la série n'évoque « pas vraiment de la guerre d'Algérie telle qu'elle s'est passée dans le cadre historique », mais cherche à « gérer ce traumatisme « par écho » » et parler de cette guerre « à des gens qui d'habitude ne se seraient pas intéressés à ce sujet, de manière à créer un début de dialogue. Cela implique de bien connaître le sujet et surtout de ne pas en faire le sujet central de l'histoire », afin de « partir de ces sujets pour donner prétexte à l'histoire, et non pas l'inverse ».
Le dessinateur, Hervé Tanquerelle, aborde pour la série une approche plus réaliste que dans ses précédentes œuvres,, mais n'était pas à l'aise avec le dessin futuriste des robots et fait appel à Fred Blanchard qui le conçoit de manière complète, jusque dans les pièces intérieures, croisement entre ceux présents dans Le Géant de fer, Goldorak et Le Roi et l'Oiseau, et qui réalise également le design de l'extraterrestre,,. Plusieurs critiques raccrochent cette fascination pour le mecha à la culture japonaise et au manga en particulier,,, Hervé Tanquerelle revendiquant notamment l'influence de Naoki Urasawa concernant le dessin des personnages bien que les auteurs précisent qu'« il s'agissait de créer un robot occupé par un équipage, actionné par des hommes ».
La série comprend aussi également une dimension écologique à travers les dangers liés à la pollution nucléaire,, et le démantèlement du dernier Atlas en Inde, qui fait référence au désamiantage et au démantèlement du porte-avions Clemenceau.
Certains critiques rapprochent le rythme du Dernier Atlas à celui d'une fiction télévisée ou cinématographique,,, tel que Pacific Rim ou Le Bureau des légendes, tout en conservant les thématiques propres à la bande dessinée d'auteur, ce que les scénaristes confirment en disant chercher à « produire une BD qui soit à la fois d'auteur ET mainstream » à la manière d'HBO. Pour Le Figaro, les auteurs, par leur « approche du récit avec des cadrages cinématographiques » notamment grâce au découpage supervisé par Blanchard,, réussissent « à mêler intimement la BD d'auteurs à la structure d'un blockbuster populaire » tandis qu'Actua BD juge que si « rien n'est plus contemporain que cette narration rythmée comme une série Netflix : des personnages bien campés au casting international cochant toutes les cases de la diversité [...] nos scénaristes s'en donnent à cœur joie pour organiser leur récit comme un manteau d'arlequin composé de motifs aux ressorts très personnels ». Selon Velhman, des producteurs se sont montrés intéressés pour adapter la série à l'écran.

## Albums
- 1. Le Dernier Atlas, Dupuis,  (ISBN 978-2-8001-7116-6), 15 mars 2019
Scénario : Fabien Vehlmann et Gwen de Bonneval - Dessin : Hervé Tanquerelle et Fred Blanchard (design) - Couleurs : Laurence Croix
- 2. Le Dernier Atlas, Dupuis,  (ISBN 979-10-34737-64-2), 5 juin 2020
Scénario : Fabien Vehlmann et Gwen de Bonneval - Dessin : Hervé Tanquerelle et Fred Blanchard (design) - Couleurs : Laurence Croix
- 3. Le Dernier Atlas, Dupuis,  (ISBN 979-10-34737-93-2), 3 septembre 2021
Scénario : Fabien Vehlmann et Gwen de Bonneval - Dessin : Hervé Tanquerelle et Fred Blanchard (design) - Couleurs : Laurence Croix

## Distinctions

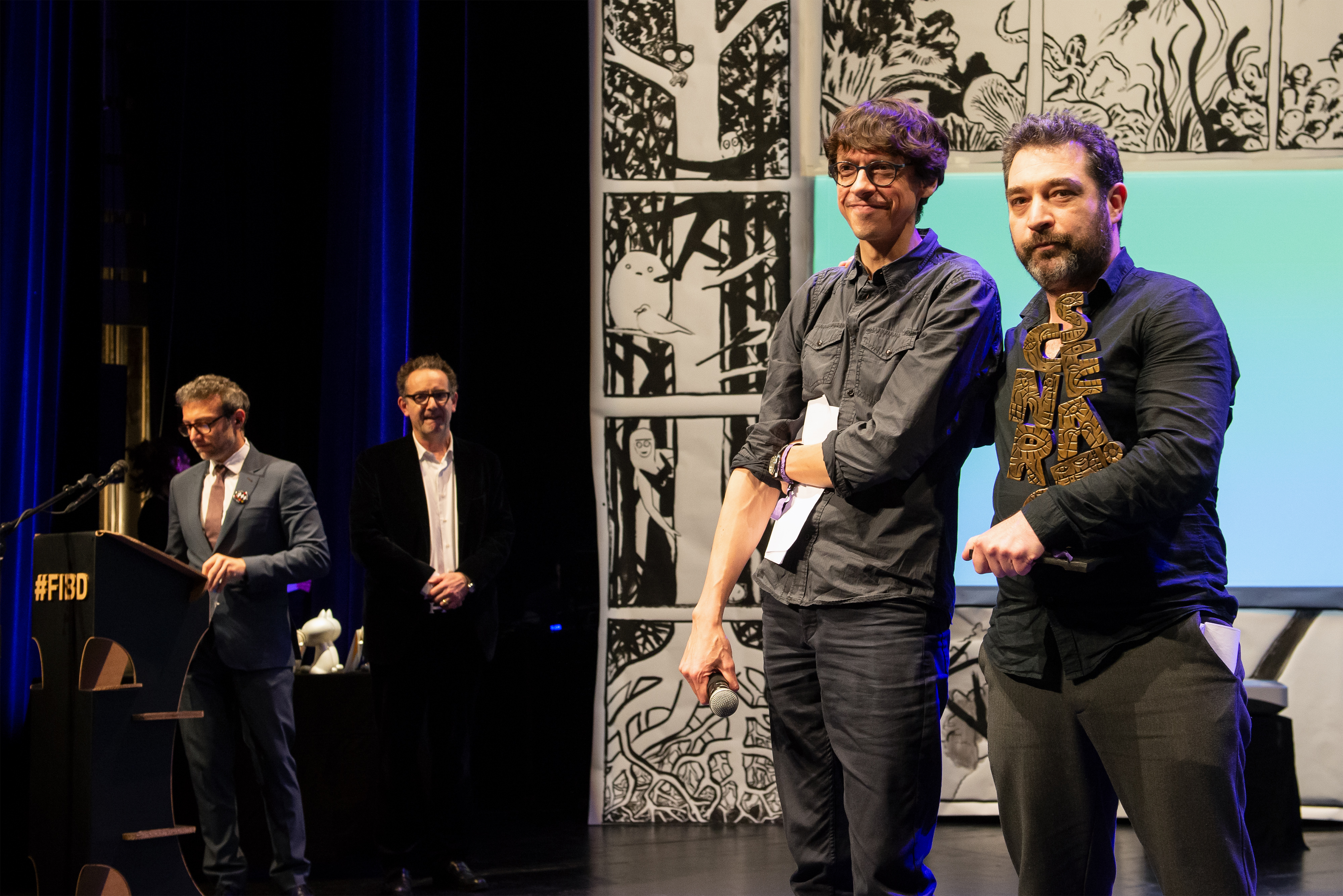
Remise du prix René-Goscinny à Fabien Vehlmann et Gwen de Bonneval, Festival d'Angoulême 2020.

Le tome 1 de la série remporte le Prix ActuSF de l'uchronie 2019 dans la catégorie « Graphisme » et est en sélection officielle du Festival d'Angoulême 2020, où il remporte en outre le prix Prix René-Goscinny 2020 récompensant les scénaristes Fabien Vehlmann et Gwen de Bonneval. Le tome 2 est en sélection officielle du Festival d'Angoulême 2021.